# Venera 6

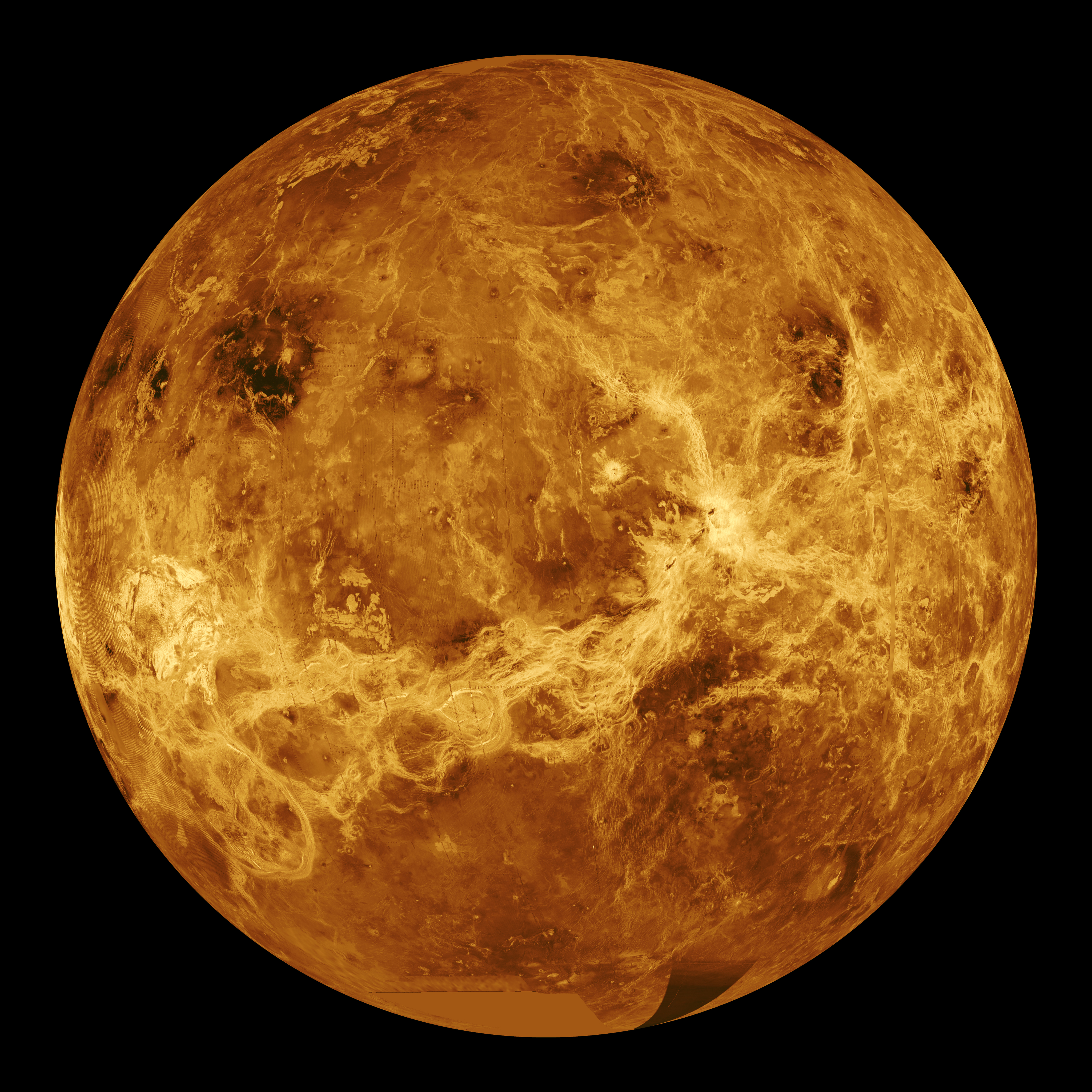
Vénus

Venera 6 (Russo: Венера-6) é uma nave espacial russa lançada em 1969 visando obter informações sobre a atmosfera de Vénus. Pesa aproximadamente 1,130 kg.

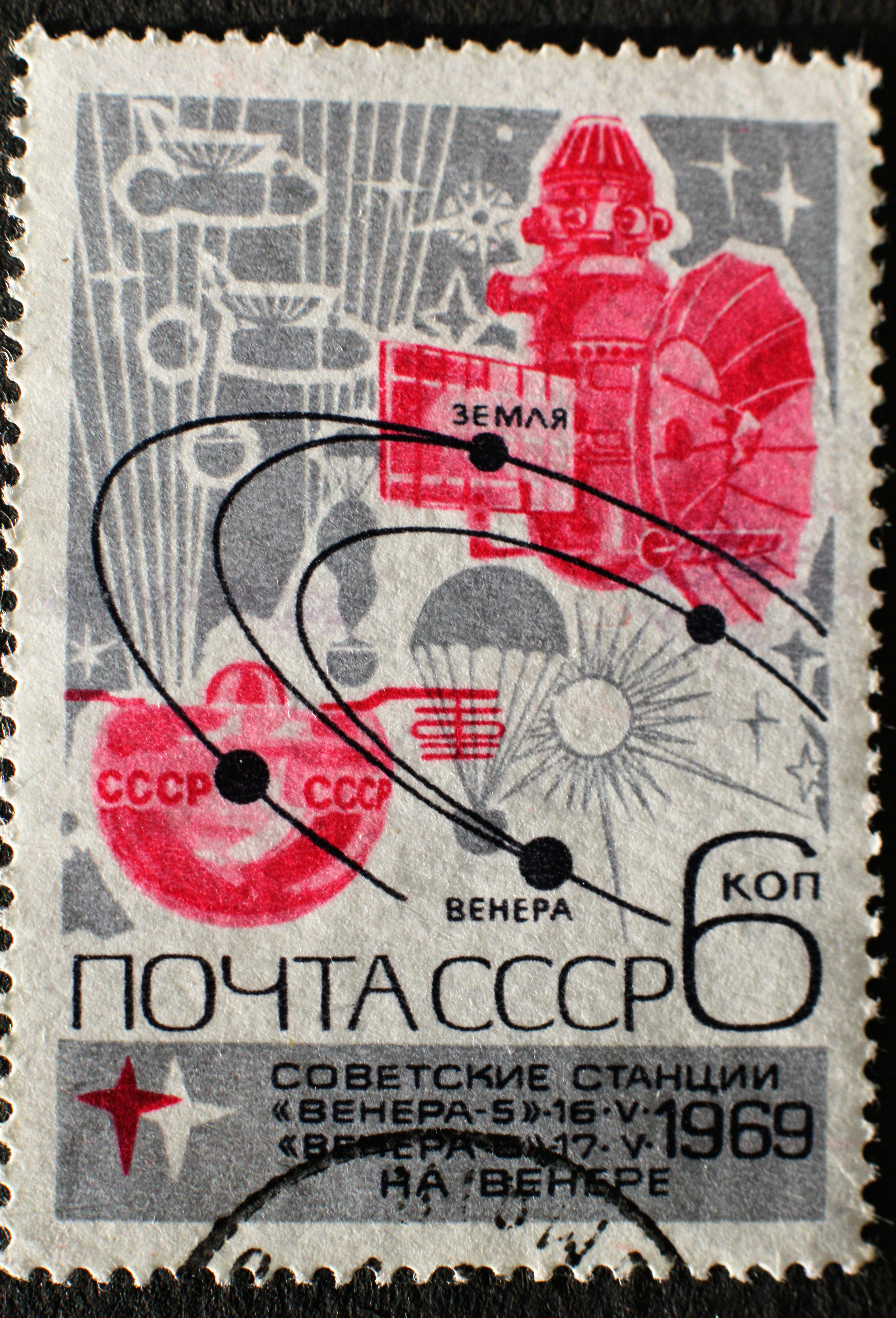
Selo da USSR que representa o Venera 6

Apesar de o Fotómetro ter falhado, ainda foi possível recolher uma amostra da atmosfera de Vénus, que varia de 2 a 10 bar de pressão. A operação não prosseguiu devido aos efeitos da temperatura e pressão atmosférica.
Não havia grandes diferenças para o venera 5, uma vez que a janela de diferença entre os dois é de apenas 5 dias. A principal diferença para o Venera 7 foi o fato de poder aterrar e não apenas orbitar.
A bordo do Venera 6 estavam os seguintes sistemas:
1. COP-18-3M- para o estudo de fluxos de partículas cósmicas
2. LA-2U- dispositivo para determinar a distribuição de oxigénio e hidrogénio na atmosfera do planeta
3. MDDA-A- tipo para medir a pressão atmosférica na faixa de 100 a 30.000 mm Hg Art. (0,13–40 atm)
4. G-8 - analisadores de gás para determinar a composição química da atmosfera
5. VIP - dispositivo para determinar a densidade da atmosfera em altitude
6. FD-69 - para medições de iluminação na atmosfera
7. EC-164D - para determinar a temperatura na altura da atmosfera[3][4].

Apesar de ser apenas o Venera 6 de 16, foi relevante para que nós conhecêssemos Vénus como o conhecemos atualmente. A nave espacial também carregava um medalhão com o brasão da URSS e um baixo-relevo de V.I. Lenin para o lado noturno de Vénus.